# Piz Gloria
Piz Gloria is de naam van een draaiend restaurant gelegen op de 2970 meter hoge Schilthorn in de Zwitserse Berner Alpen bij Mürren. Het restaurant dankt zijn naam aan de James Bondfilm On Her Majesty's Secret Service die daar in 1968/1969 werd opgenomen. Als wederdienst voor het gebruik van het gebouw, financierde de filmmaatschappij onder meer de inrichting en het helikopterplatform. Pas toen de opnames achter de rug waren, en de filmploeg in alle rust gebruik had kunnen maken van het gebouw, werd het restaurant opengesteld voor publiek. Aangezien het gebouw nog geen officiële naam had, is de naam Piz Gloria aangehouden, bedacht door James Bond auteur Ian Fleming. Tot vandaag de dag dankt Piz Gloria haar populariteit aan James Bond.
Het bouwwerk is ontworpen door de Zwitserse architect Konrad Wolf uit Bern die hieraan werkte van 1963 tot 1968. Het gebouw is bekleed met aluminium. De kern van het cirkelvormige gebouw heeft een diameter van 7,5 m en is tegenwoordig ingericht als keuken voor het restaurant. Daaromheen bevinden zich twee afzonderlijk in te stellen draaiende ringen van elk 2,5 meter diameter. Beiden laten toe in minimaal 48 minuten om de as te draaien. De aandrijving wordt tegenwoordig aangeleverd door zonne-energie op het dak van het restaurant. De buitenste ring biedt plaats aan 216 personen met 36 tafels met elk 6 plaatsen. De binnenste ring biedt bijkomende plaats aan 192 personen met 24 tafels met 8 zitplaatsen. In rustigere momenten als enkel tafels aan de buitenste ring zijn ingenomen, wordt de rotatie van de binnenste ring soms stilgelegd.
Naast het nuttigen van een maaltijd, biedt het draairestaurant een adembenemend uitzicht. Vanaf 2970 meter hoogte zijn de bergen Titlis, Jungfrau, Mönch en Eiger te bewonderen. Ook zijn het Jura gebergte, de Vogezen en het Zwarte Woud te zien.

## Bereikbaarheid
Piz Gloria is te bereiken te voet of per kabelbaan. Aangezien de Schilthorn niet alleen hoog in de Alpen ligt, maar vooral ook erg diep in de bergen, zijn de wandelroutes alleen voorbestemd voor ervaren wandelaars. De verschillende routes die kunnen worden genomen vanaf Piz Gloria:
- Roter Herd (duur: 30 minuten)
- Hohkien (2 uur)
- Kiental (4 uur en 30 minuten)
- Boganggen/Rotstockhütte (1 uur en 40 minuten)
- Sefinenfurgge (3 uur en 30 minuten)
- Mürren (3 uur en 30 minuten)

De rit per kabelbaan bedraagt ongeveer een halfuur vanaf Stechelberg, waarbij drie keer moet worden overgestapt op de tussenstations Gimmelwald, Mürren en Birg.
- Stechelberg (867 m) - Gimmelwald (1367 m)
- Gimmelwald (1367 m) - Mürren (1638 m)
- Mürren (1638 m) - Birg (2677 m)
- Birg (2677 m) - Schilthorn/Piz Gloria (2970 m)

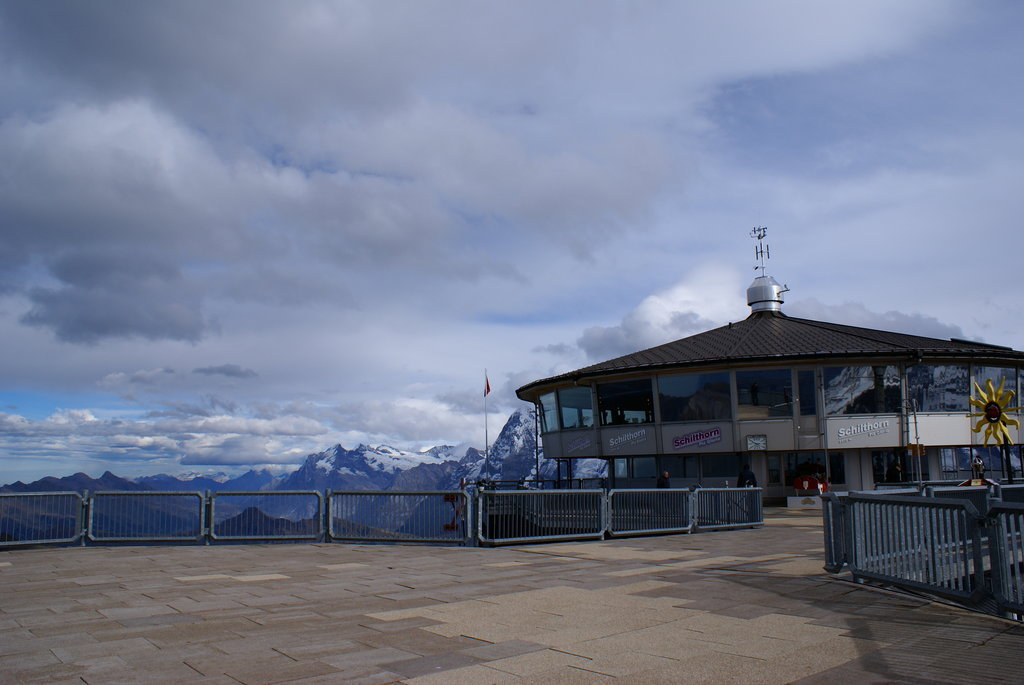
Uitzicht vanaf de helikopterlandplaats
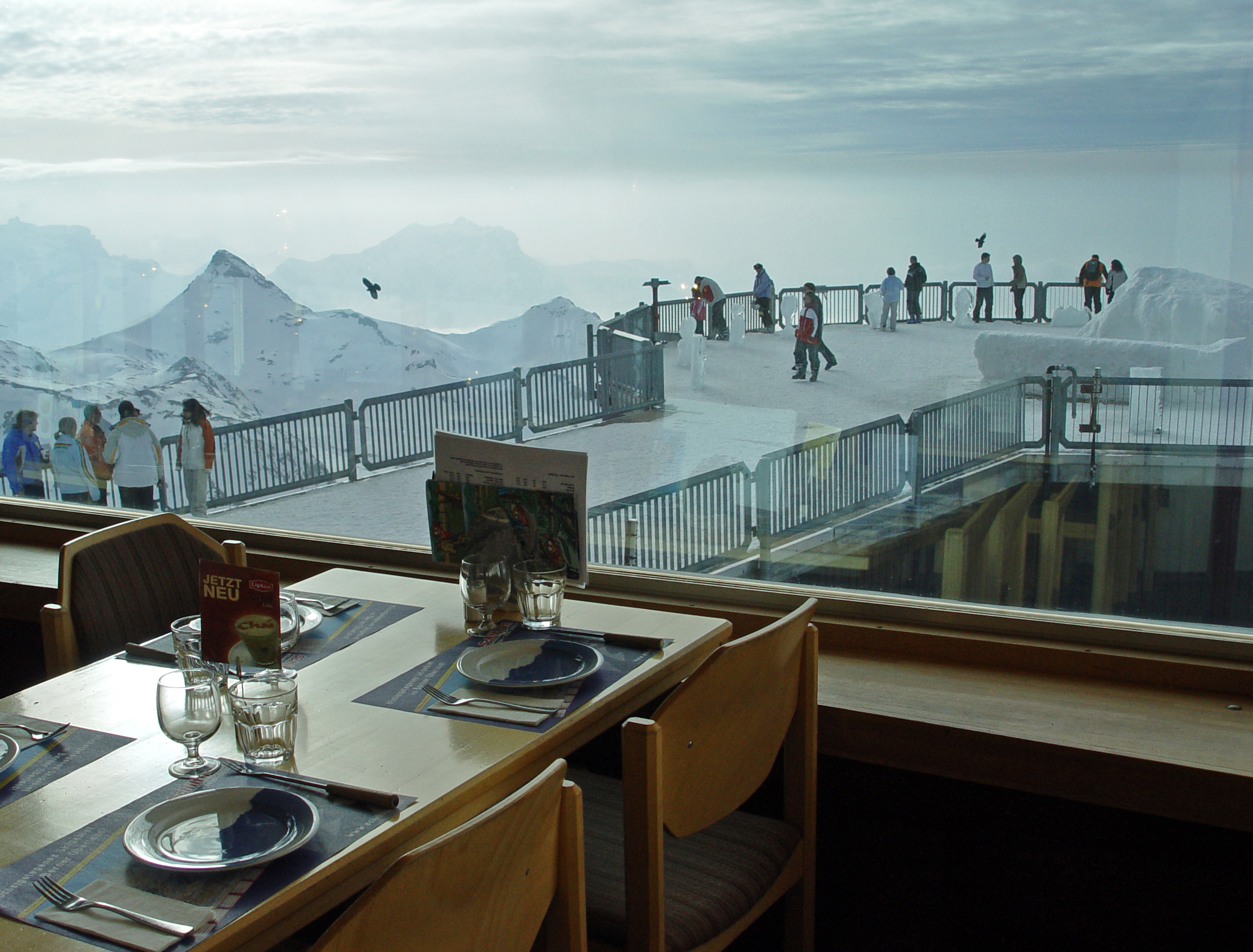
Uitzicht vanuit het restaurant
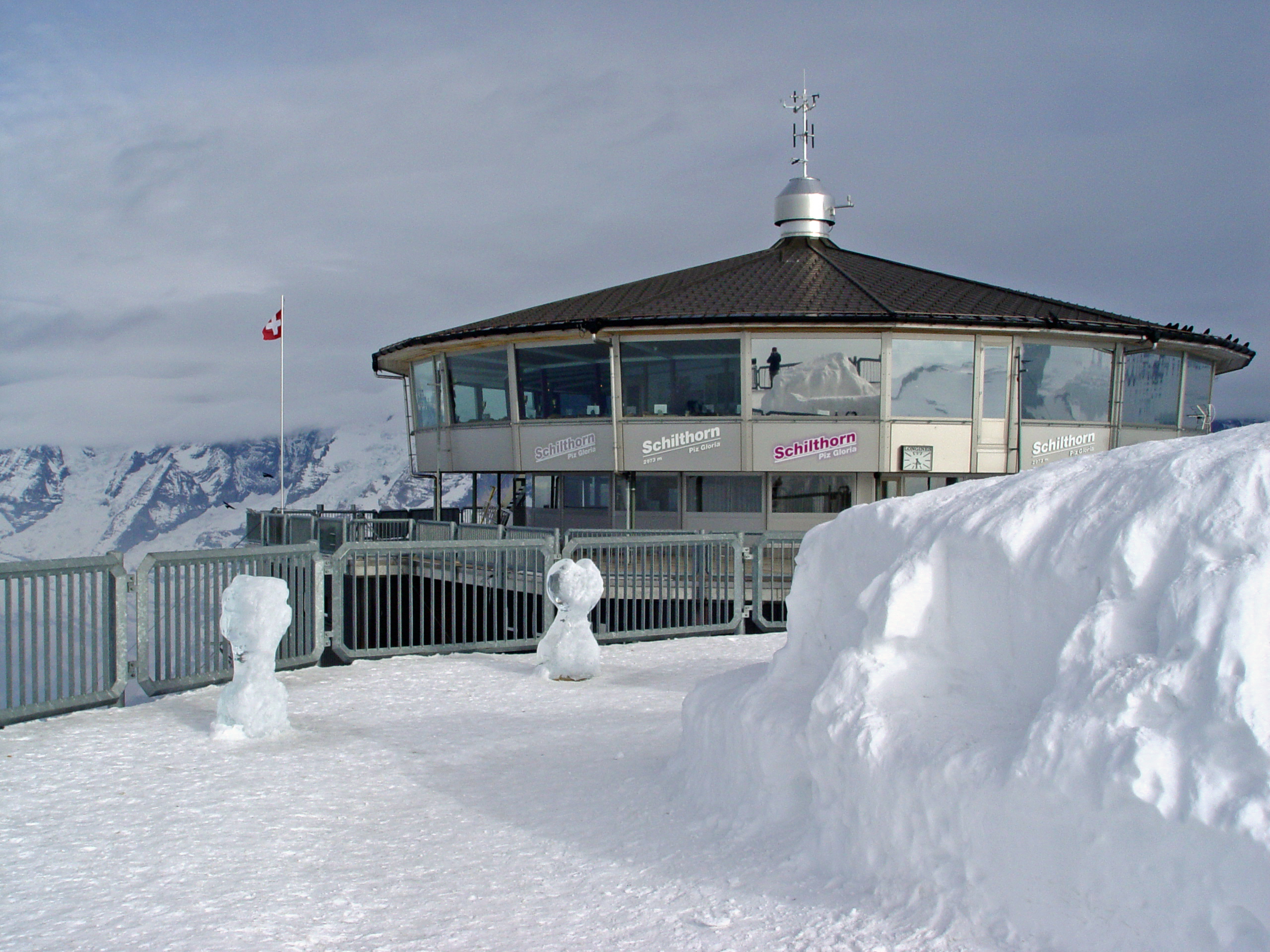
Piz Gloria in de winter

## On Her Majesty's Secret Service
In de film is Piz Gloria het hoofdkwartier van Bonds aartsvijand Ernst Stavro Blofeld. Hij opereert daar onder de schuilnaam Graaf Balthazar de Bleuchamp (in het boek: graaf de Bleuville). Naast de zogeheten 'Alpine room' (het restaurant) heeft het hoofdkwartier een laboratorium, een groot aantal gastenverblijven en een geheime gang om te ontsnappen. Deze ruimtes, die voornamelijk in de berg zijn gesitueerd, zijn niet bestaande verblijven die in de filmstudio zijn gebouwd.
Na de filmopnames eind jaren zestig is er veel veranderd aan Piz Gloria. Toch zijn er nog genoeg aanwijzingen te vinden die erop wijzen dat dit een James Bondlocatie is geweest. Zo hangt er aan de wand bij de roltrappen het familiewapen van De Bleuchamp, een versiering die rechtstreeks uit de film komt. Het restaurant is bijna niet meer herkenbaar als filmlocatie. Het middenstuk dat in de film werd gebruikt als relaxruimte is nu afgeschermd en doet dienst als keuken. De opvallende gouden ringen van het traphek zijn nagenoeg onveranderd gebleven. In de souvenirwinkel zijn tal van artikelen gerelateerd aan James Bond te koop. Ook zijn er muurschilderingen te zien van George Lazenby als James Bond, Diana Rigg als Tracy en Telly Savalas als Blofeld. In de wandelgang naar het 'Touristorama' hangen filmstills aan het plafond. In het Touristorama zijn door een druk op de '007-knop' scènes uit On Her Majesty's Secret Service te zien op een groot scherm. Na afloop van de film gaan de elektrische luiken voor de ramen omhoog, zodat er van het uitzicht kan worden genoten.